# 마르코 폴로 홍콩

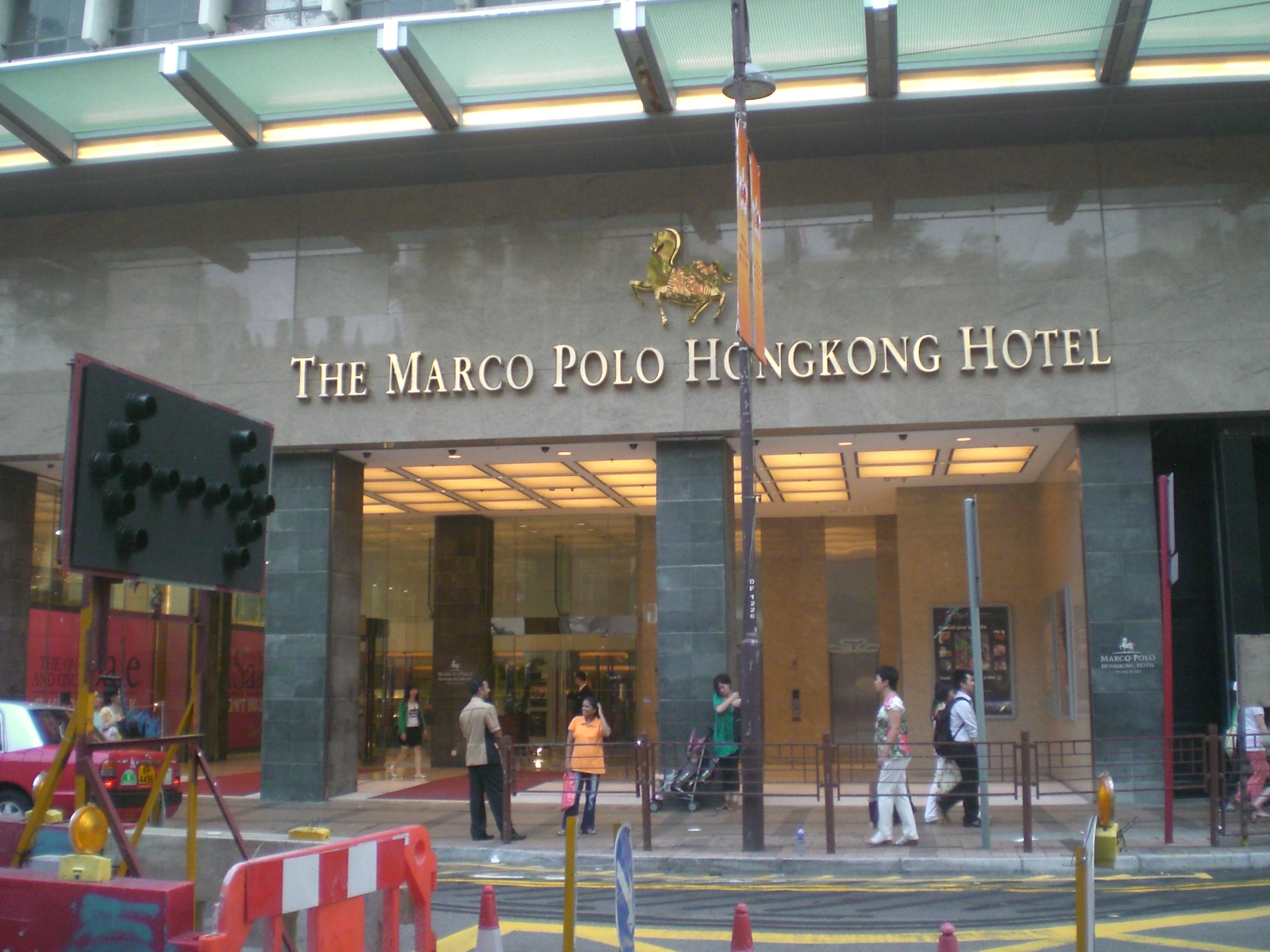
마르코 폴로 홍콩

마르코 폴로 홍콩(영어: The Marco Polo Hongkong Hotel, 중국어: 馬哥孛羅香港酒店)은 홍콩 가우룽 짐사저이에 있는 호텔이다.

## 개요
영국 식민지 시기인 1969년에 오픈했다. 당시의 짐사저이 호텔로는 최대 규모를 자랑했다. 이후 몇 차례에 걸쳐 리모델링을 하여 현재에 이른다. 대형 여객선 선착장인 오션 터미널과 쇼핑몰 하버시티와 접해있다.